# Holomitrium diversirete
Holomitrium diversirete är en bladmossart som beskrevs av Brotherus 1924. Holomitrium diversirete ingår i släktet Holomitrium och familjen Dicranaceae. Inga underarter finns listade i Catalogue of Life.